# Mammoth Lakes
Mammoth Lakes, fundada en 1984, es un pueblo ubicado en el condado de Mono en el estado estadounidense de California. En el año 2008 tenía una población de 5,269 habitantes y una densidad poblacional de 110.5 personas por km².

## Geografía
Mammoth Lakes se encuentra ubicado en las coordenadas 37°38′N 118°58′O / 37.633, -118.967. Según la Oficina del Censo, la ciudad tiene un área total de 65,2 km² (25,2 mi²), de la cual 64,2 km² (24,8 mi²) es tierra y 1 km² (0,4 mi²) (1.5%) es agua.

## Demografía
Según la Oficina del Censo en 2000, los ingresos medios por hogar en la localidad eran de $44,570, y los ingresos medios por familia eran $52,561. Los hombres tenían unos ingresos medios de $31,280 frente a los $25,106 para las mujeres. La renta per cápita para la localidad era de $24,526. Alrededor del 14.4% de la población estaban por debajo del umbral de pobreza.